# Байер, Готлиб Зигфрид
Готлиб Зигфрид Байер (нем. Gottlieb Siegfried Bayer; 6 января 1694, Кёнигсберг — 10 февраля 1738, Санкт-Петербург) — немецкий историк, филолог, один из первых академиков Петербургской академии наук и исследователь русских древностей.
Зачинатель истории как науки в России.

## Биография
В 1710 он поступил в Кёнигсбергский университет, где стал изучать восточные языки, в особенности китайский, затем отправился в путешествие по Германии и, возвратившись оттуда, начал в 1717 г. читать в Кёнигсбергском университете лекции по греческой литературе. В 1725 г. Байер переселился в Петербург, где в Академии наук занял кафедру по восточным древностям и языкам: китайскому, монгольскому, калмыцкому, маньчжурскому, тангутскому, тибетскому и даже «браминскому», то есть санскриту, которым он занимался с приезжим индийцем; кроме работ по этим предметам, он занимался также устройством Академической гимназии.
В русской историографии Байер, не знавший русского языка, является основателем скандинавской школы. За всё время своего пребывания в Петербурге Байер принимал живое участие в судьбах Академии и ратовал за свободное её развитие. Так, он, например, составил жалобу, которую академики подали Петру II в 1729 г. на секретаря Академии Шумахера и в которой они, между прочим, ходатайствовали об утверждении академического регламента; в 1732 году разработал академический устав; в 1727 году, по отъезде академика Коля, принял на себя надзор над Академической гимназией.
Байер был в хороших отношениях с вице-канцлером Остерманом и с Феофаном Прокоповичем, который покровительствовал ему и которому посвящено одно из важнейших сочинений Байера — «Museum sinicum». Существует между прочим указание на то, что посвящение это весьма напоминает анонимную «Vita Theophanis Prokopoviz», которую Шерер напечатал в своих «Nordische Nebenstunden» (1776 г.). Будучи недоволен академическими порядками и находясь постоянно в ссоре с Шумахером, который не допускал его даже до пользования нумизматическими коллекциями Академии, Байер постоянно хлопотал о возвращении на родину. Получив наконец в 1736 г. увольнение, он отправил в Кёнигсберг свою драгоценную библиотеку, намереваясь следующей зимой уехать из Петербурга, но в феврале 1738 г. он скончался от горячки.
Богатый материал для биографии Байера из архива Академии наук разработан Пекарским в его «Истории имп. Академии наук» (I т., стр. 180—196, а также и в других местах этого сочинения), где приведен также и полный список его сочинений и их переводов.
Из книги Шлёцера «Общественная и частная жизнь Августа Людвига Шлёцера, им самим описанная» известно, что за 12 лет пребывания в России Байер так и не выучил русского языка.
Умер в Петербурге, похоронен на одном из утраченных кладбищ Васильевского острова.

## Историография
В первых одиннадцати томах «Записок Академии» помещены некоторые переводы сочинений Байера:
- «Historia Osrhоёna et Edessena nummis illustrata» (С.-Петербург, 1873);
- «Historia regni Graecorum Bactriani» (1738 г.);
- «De origine et priscis sedibus Scytharum» (русский перевод в «Записках Академии», т. 1, 1728);
- «De Scythiae situ, qualis fuit sub aetate Herodoti» (русский перевод в том же томе);
- «De Cimmerus» (русский перев. во II томе);
- «De Varagis» (русский перевод Кондратовича п. з.
- «Сочинение о варягах»[7]
- «De Russorum prima expeditione Constantinopolitana» (VI том);
- «De Venedis et Eridano fluvio» (VII том);
- «Origines russicae» (VIII том);
- «Geographia Russiae … ex Constantino porpnyrogenneta» (IX том, русский перевод 1767 г.).
- «Geographia Russiae ex scriptoribus septentrionalibus» (том X; русский перевод 1767 г.);
- «De Hyperboreis» (том XI).
- Только в русском переводе явилось сочинение: «Краткое описание случаев, касающихся Азова от создания сего города до возвращения оного под Российскую державу» (СПб., 1734 г.).
- Вместе с латинским оригиналом издан перевод: «История о жизни и делах кн. Константина Кантемира» (Москва, 1783 г.).
- Для царя Петра II Байер написал: «Auszug der älteren Staatsgeschichte» (СПб., 1728 г.).